# Chiesa di San Bartolomeo (Cutigliano)
La chiesa di San Bartolomeo è un luogo di culto che si trova a Cutigliano, frazione-capoluogo del comune sparso di Abetone Cutigliano, in provincia e diocesi di Pistoia.

## Storia e descrizione
Fu teatro nel 1537 di una delle più efferate stragi nella storia delle lotte fra Panciatichi e Cancellieri. A seguito di questo evento fu distrutta da un incendio e ricostruita nella seconda metà del secolo XVI.
L'interno a tre navate conserva alcune notevoli opere d'arte: nella navata sinistra è una tela con la Madonna del Carmine di Onorio Marinari ed in fondo alla navata destra un bell'altare ligneo secentesco custodisce un altro dipinto con la Madonna del Rosario di Matteo Rosselli.
Nel presbiterio, alla parete destra è una Madonna col Bambino con San Giovannino e quattro santi attribuita a Fra' Paolino o a Giovan Battista Volponi. Di fronte è l'opera più importante della chiesa, la Circoncisione di Giovanni da San Giovanni, dipinto di alta qualità che tutte le fonti affermano fosse firmata e datata 1620, anche se oggi l'iscrizione risulta illeggibile. Nel fondo, dietro l'altare, è una tavola con un Miracolo di san Bartolomeo (1570) di Sebastiano Vini.
Il fondo della anavata sinistra è ornato da un altro altare ligneo che presenta al centro una Nascita della Vergine di Nicodemo Ferrucci, affiancata da due sculture in terracotta policroma di un autore anonimo ma discendenti da modelli di Andrea Sansovino.
Nella navata sinistra è un San Michele di Alessio Gemignani. 
Nei pressi dell'edificio religioso è presente la pianta monumentale dell'acero di monte di Cutigliano.

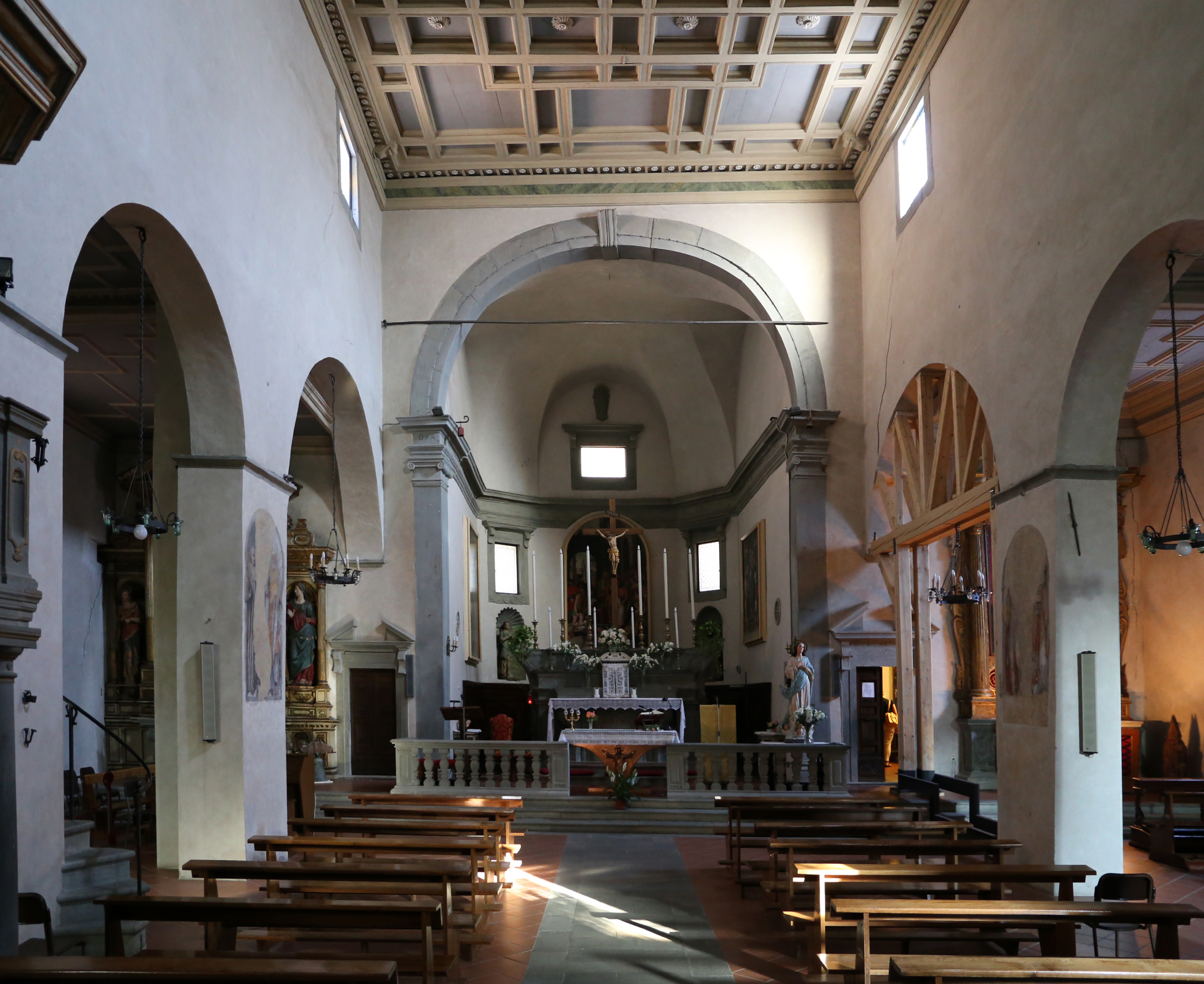
Interno
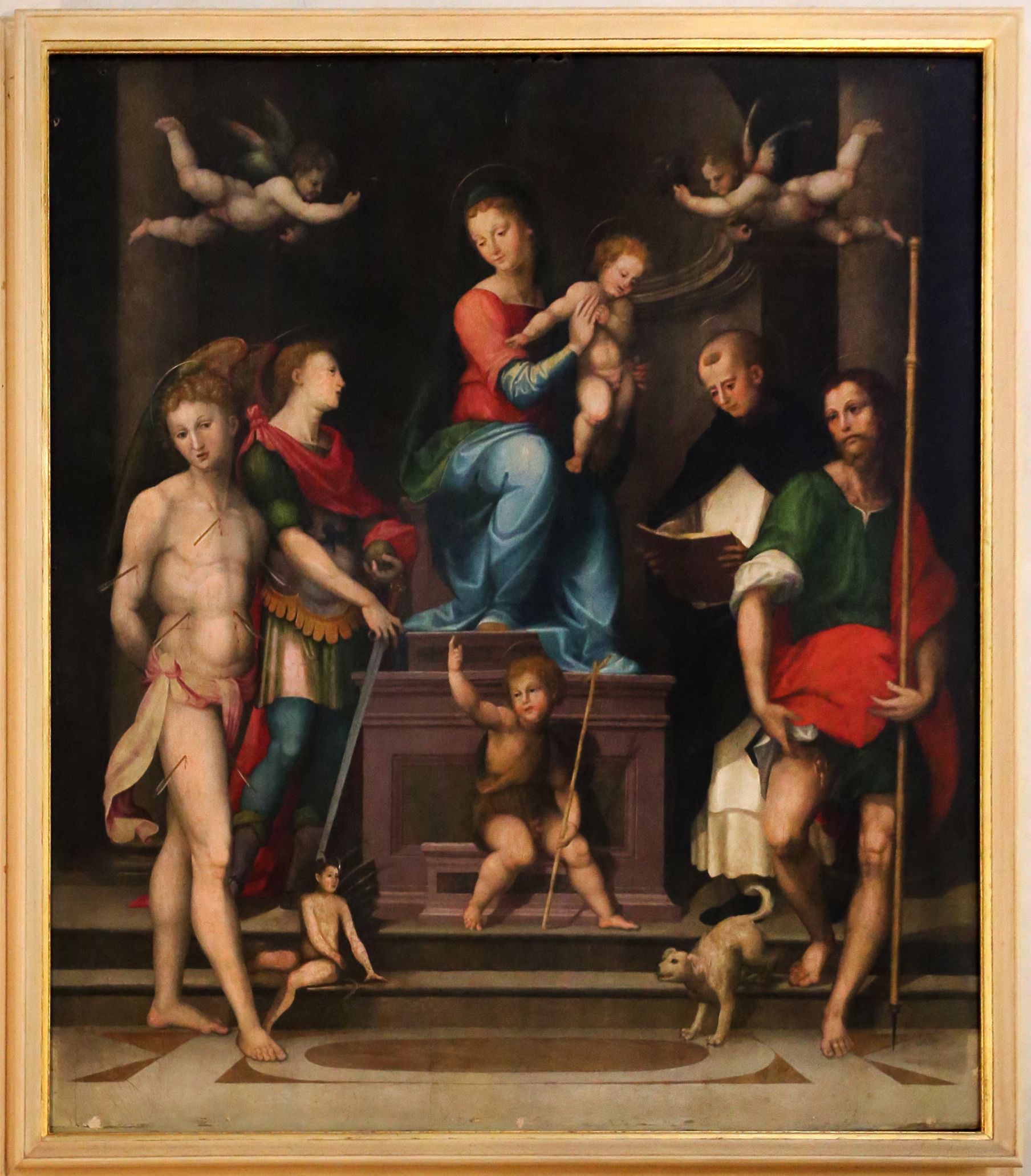
Pala di Fra Paolino
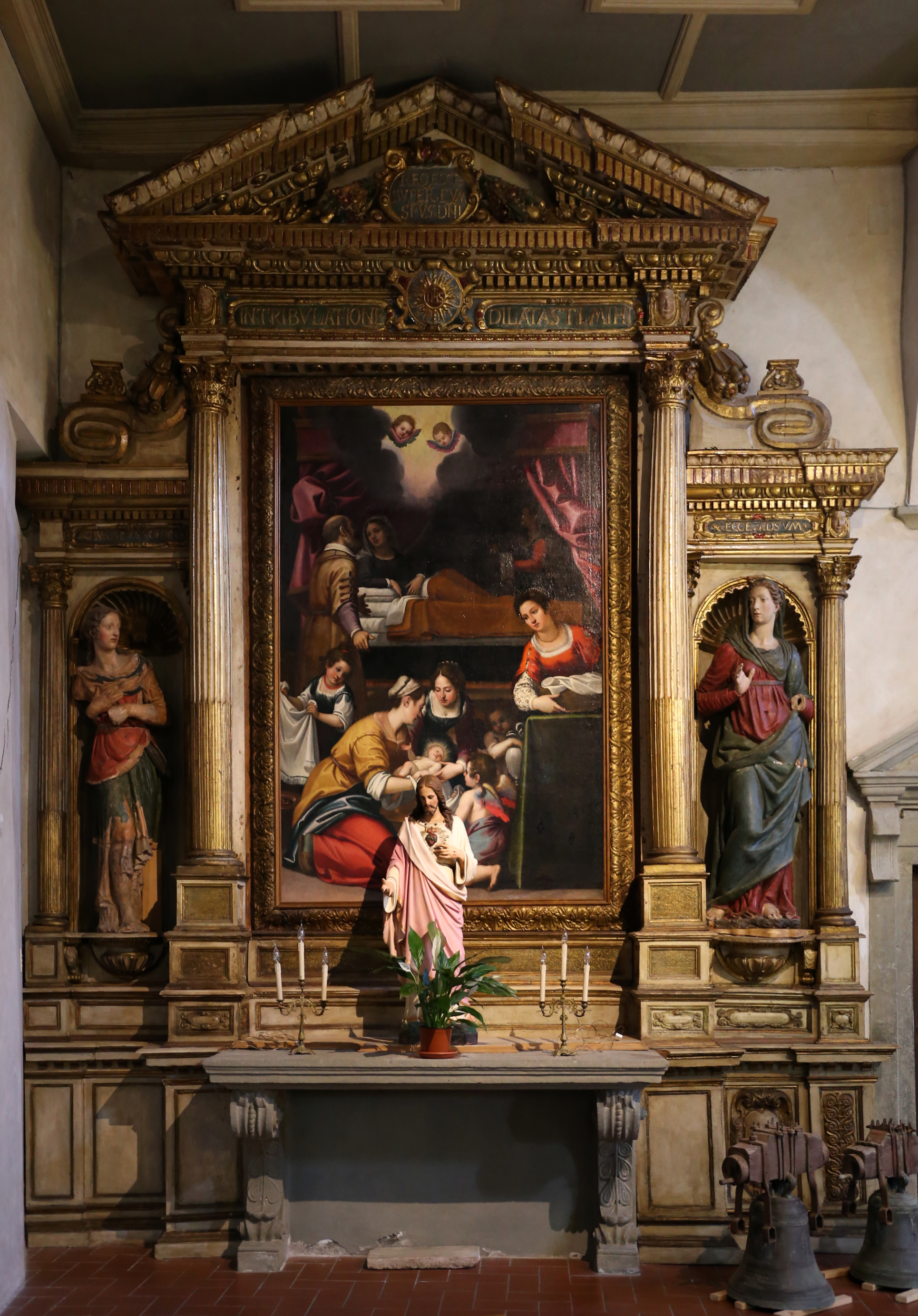
Altare della Natività di Maria di Nicodemo Ferrucci e un seguace del Sansovino
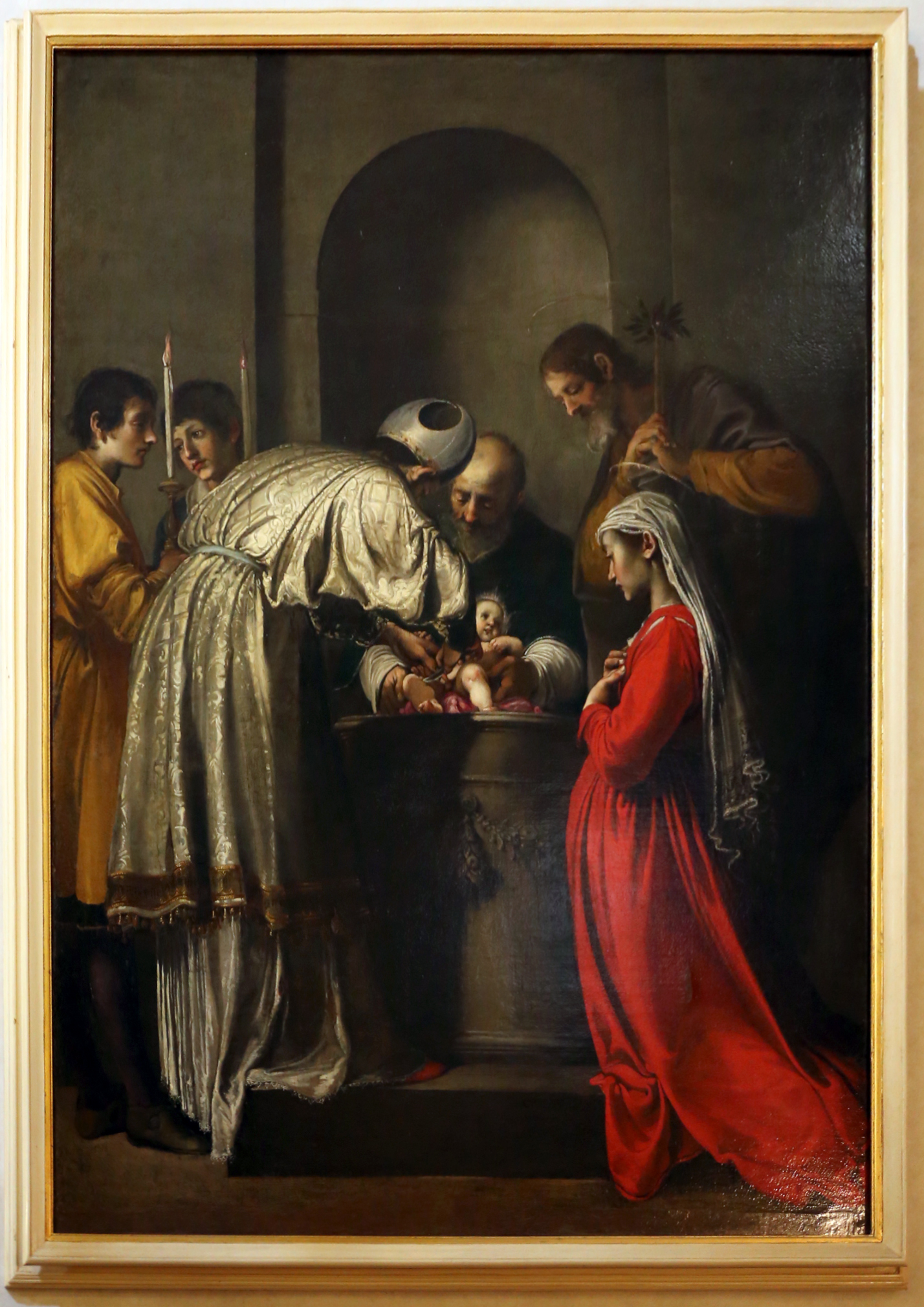
Pala della Circoncisione, di Giovanni da San Giovanni